# Donna Rice Hughes
Donna Rice Hughes (Chalmette, 7 gennaio 1958) è una scrittrice e produttrice cinematografica statunitense. Presidente e CEO dell'organizzazione Enough is Enough, nel suo lavoro con Enough is Enough, Hughes è apparsa come difensore della sicurezza su Internet.

## Biografia
Dopo essersi laureata presso l'University of South Carolina, ha partecipato al concorso di bellezza Miss South Carolina World vincendolo, andò a New York per competere a livello nazionale. La Rice in seguito si trasferì a Miami, dove lavorò come rappresentante marketing per la Wyeth Laboratories nel sud della Florida. Ha anche lavorato in televisione apparendo in un episodio del 1986 della serie televisiva Miami Vice, nonché in un episodio della soap opera Una vita da vivere (One Life to Live), e ha inoltre interpretato una segretaria nel film del 1983 Last Plane Out

### La scandalo Hart
Nel 1987 è divenuta una figura chiave in uno scandalo politico negli Stati Uniti ampiamente pubblicizzato che ha contribuito a porre fine alla seconda campagna dell'ex senatore Gary Hart nella sua corsa alle elezioni presidenziali del 1988.

### Avvocato
Dal 1994, quando è diventata direttrice delle comunicazioni e portavoce di Enough is Enough, un'associazione no profit americana, la cui missione è rendere internet più sicuro per famiglie e bambini, è diventata avvocato e relatore sulla questione della protezione dei minori online. È inoltre diventata presidente e CEO dell'organizzazione nel 2002. L'organizzazione ha prodotto un programma di sicurezza Internet 101SM con il Dipartimento di Giustizia e altri partner. È produttrice esecutiva, conduttrice e istruttrice della serie di DVD Internet Safety 101, che è diventata come una serie TV sulla PBS, ottenendo una nomination agli Emmy Award nel 2012 e vinto un Premio Emmy nel 2013. È apparsa in vari programmi televisivi come il The Today Show, l'Oprah Winfrey Show ed è stata intervistata da Barbara Walters in numerose occasioni.
La Hughes ha testimoniato prima di molte udienze del Congresso sulla protezione dei bambini online. Hughes e Enough is Enough supportano il Communications Decency Act (CDA) del 1996, la Children's Internet Protection Act (CIPA) e la Child Online Protection Act (COPA). È stata nominata dal senatore Trent Lott membro della commissione COPA e ha ricoperto il ruolo di copresidente delle audizioni della COPA sulle tecnologie di filtraggio/rating/etichettatura. Fa parte inoltre di vari consigli consultivi e task force sulla sicurezza in Internet, tra cui la Task Force per la sicurezza Internet per giovani del 2006 del Procuratore della Virginia e la Task Force tecnica di sicurezza Internet 2008, formata dal Procuratore Generale degli Stati Uniti. Oltre ad affrontare i pericoli della pornografia su Internet, ha anche parlato della questione della privacy online, del suicidio degli adolescenti e dell'impatto del cyberbullismo. Ha ricevuto numerosi riconoscimenti, tra cui il National Law Center for Children and Families, il Premio per l'apprezzamento annuale, il "Protector of Children Award" e il Media Impact Award dalla National Abstinence Clearinghouse. Più recentemente ha ricevuto il premio Women in Technology Leadership 2013 per "Social Impact".
Nell'autunno 2014, la campagna "National Porn Free Wi-Fi" del gruppo ha incoraggiato la McDonald's e Starbucks, ad aggiungere filtri per bloccare la pornografia sulle loro reti Wi-Fi. Nel 2016, McDonald's ha implementato la propria politica Wi-Fi filtrata nella maggior parte dei casi nei loro 14.000 negozi. Starbucks seguì l'esempio a livello nazionale e annunciò che avrebbero attuato anche una politica globale. Nel 2016 Enough is Enough, con il patrocinio di "Children's Internet Safety Presidential Pledge", chiese ai candidati presidenziali di impegnarsi a combattere sia la pornografia su Internet (includendo sia la pornografia infantile illegale che la pornografia legale per adulti), una volta eletto presidente degli Stati Uniti. Il candidato presidenziale repubblicano agli Stati Uniti Donald Trump ha firmato l'impegno, e il candidato presidenziale Hillary Clinton ha inviato una lettera di sostegno.
Nell'ottobre del 2017 ha partecipato come uno dei 120 leader mondiali nell'area della sicurezza in Internet a Roma al Congresso mondiale "Child Dignity In the Digital World" per definire l'agenda globale nella lotta contro l'abuso e lo sfruttamento sessuale dei minori nell'era digitale. Il congresso si è concluso con un'udienza papale in Vaticano in cui Papa Francesco, nel proprio discorso, ha applaudito il Congresso per il fatto di concentrarsi con grande lungimiranza "su quella che è probabilmente la sfida più cruciale per il futuro della famiglia umana: la protezione della dignità dei giovani, il loro sano sviluppo, la loro gioia e la loro speranza".

### Scrittrice
Ha co-scritto la storia per l'episodio finale della stagione di  Il tocco di un angelo (Touched by an angel), che si occupava della sicurezza online. Ha scritto il libro Kids Online: Protecting Your Children in Cyberspace e creato il sito ProtectKids.com. Ha scritto e parlato regolarmente dei danni del bullismo online, sulla frattura relazionale dei giovani e sulla necessità di una comunità più sicura, più gentile ed etica on e offline.
Quando è stato rilasciato il film Cinquanta sfumature di grigio (Fifty Shades of Gray), la Hughes ha chiamato a Hollywood per affermare che il film spinge a una falsa contraffazione di genuino amore erotico, dicendo che il film è un modo per valorizzare lo sfruttamento sessuale, la schiavitù e il sadomasochismo. Hughes è stata una sostenitrice del candidato presidenziale repubblicano Donald Trump durante la sua campagna presidenziale del 2016 e ha scritto per il sito Web di destra WorldNetDaily, criticando i democratici. Hughes ha chiesto alla The Walt Disney Company di reprimere il "Porno Disney" non autorizzato su Internet.

### Speaker
Ha parlato in materia di pericoli di Internet, sicurezza e sicurezza informatica in forum educativi e professionali, tra cui: keynote alla Casa Bianca, Università di Houston, MIT, Johns Hopkins University, Media Institute, Freedom Forum e National Press Club. Ha inoltre tenuto un seminario su richiesta di John Ashcroft, presso il simposio sull'oscenità dei procuratori federali del Dipartimento di giustizia. Inoltre ha detto a un gruppo di donne che partecipano alla "Mom's March across America" nel settembre 2017: "Una cultura della dignità umana e del rispetto reciproco ha reso forte questa nazione anche nei periodi più turbolenti della nostra storia".

## Nei media
- The Front Runner - Il vizio del potere (The Front Runner), regia di Jason Reitman (2018)